# Yanfeng
 Yanfeng (также известна как Yanfeng Automotive Interiors и YFAI) — крупный китайский производитель узлов и комплектующих для автомобильной промышленности (входит в 50 крупнейших производителей автокомплектующих мира), крупнейший в мире OEM-производитель деталей салона автомобиля для ведущих автосборочных корпораций.
Компания Yanfeng основана в 2014 году, штаб-квартира расположена в Шанхае. По состоянию на 2021 год имела более 240 заводов и научных центров в 20 странах мира, на которых было занято более 55 тыс. человек (в том числе 4,2 тыс. инженеров).  

## История
В декабре 1997 года компании SAIC Group и Johnson Controls основали в Китае совместное предприятие  по производству автомобильных сидений Shanghai Yanfeng Johnson Controls Seating. Компания Yanfeng Automotive Interiors была основана в 2014 году как совместное предприятие китайской корпорации Huayu Automotive Systems (через дочернюю компанию Yanfeng Automotive Trim Systems) и ирландской корпорации Johnson Controls (через подразделение автомобильных сидений, которое в 2016 году выделилось в самостоятельную американскую компанию Adient). 
В январе 2021 года Yanfeng купила у канадской компании The Woodbridge Company её долю в китайском совместном предприятии по производству полипропилена Yanfeng Woodbridge Lightweight Composite. В марте 2021 года Yanfeng приобрела у американской корпорации Adient её долю в китайском совместном предприятии Yanfeng Adient Seating, установив полный контроль над компанией (в структуру Yanfeng вошли 55 фабрик по выпуску сидений и 16 тыс. сотрудников).

## Продукция

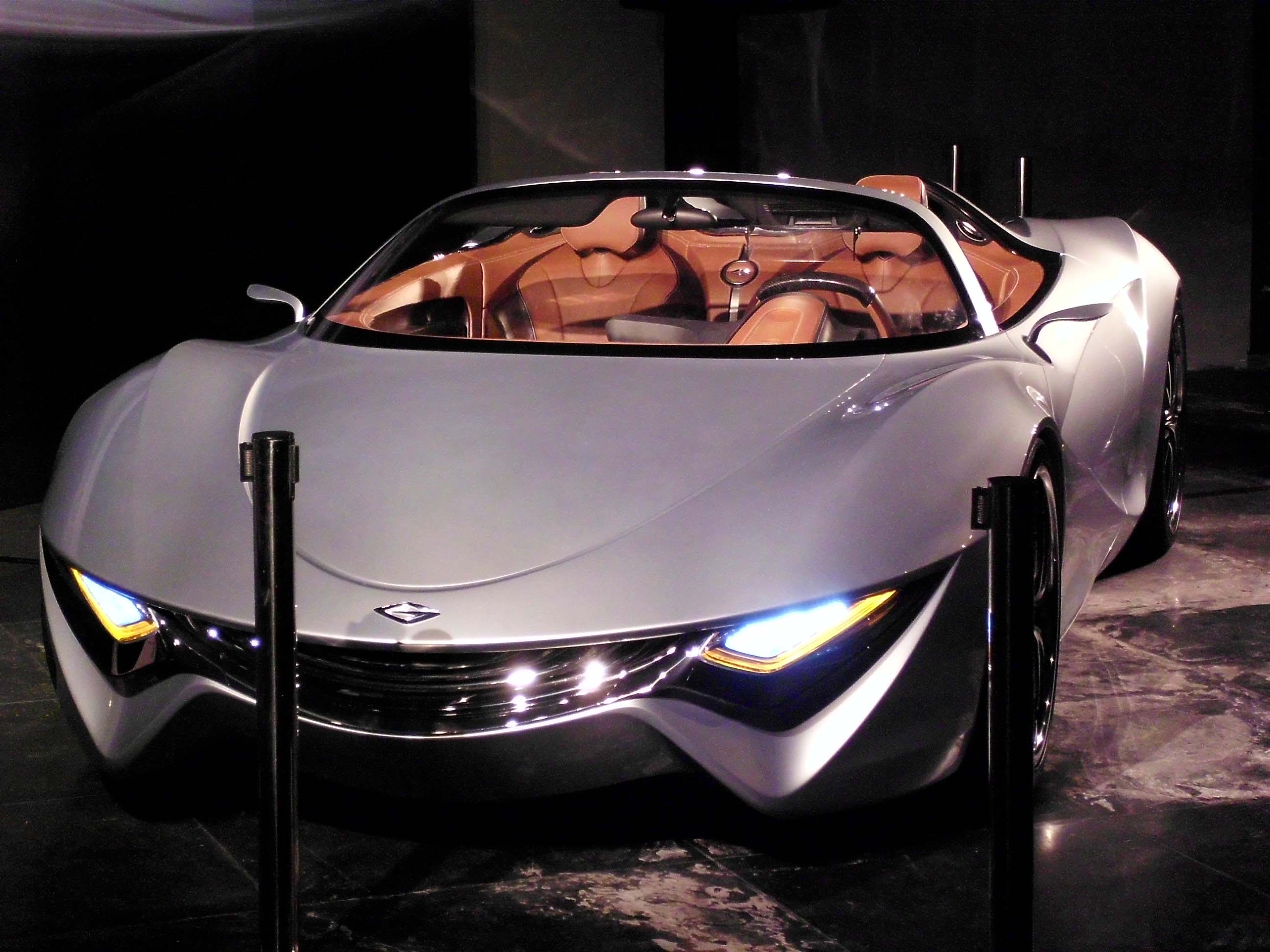
Концепт Yanfeng

Yanfeng является крупным производителем следующих автомобильных компонентов:
- Дверные панели
- Дверные замки
- Приборные панели
- Напольные консоли
- Подвесные консоли
- Освещение салона
- Декоративные элементы салона
- Сиденья и подголовники
- Подлокотники
- Сенсорные дисплеи и интеллектуальные поверхности
- Аудиосистемы и динамики
- Рулевые колёса
- Ремни безопасности
- Подушки безопасности
- Электромоторы

Компания Yanfeng Visteon Automotive Electronics (YFVE), совместное предприятие Yanfeng и американской корпорации Visteon, производит широкий спектр электроники для салона автомобиля — динамики, дисплеи, системы обзора и парковки. Компания Yanfeng Plastic Omnium (YFPO), совместное предприятие Yanfeng и французской корпорации Plastic Omnium, выпускает задние двери, багажники, подножки, бампера, спойлеры, решётки, крылья и элементы отделки колёс.
Также Yanfeng разрабатывает концепт-кары беспилотных электрических и водородных автомобилей, специализируясь на внедрении «умных кабин» (интегрированные интеллектуальные поверхности, сенсорные дисплеи, встроенные датчики управления климатом, запахом, звуком и освещением, программное обеспечение на базе искусственного интеллекта).

### Клиенты
Основными покупателями продукции Yanfeng являются компании SAIC Motor, FAW Group, BAIC Group, Volkswagen, Mercedes-Benz Group, BMW, General Motors, Ford и Toyota.

## Структура
Глобальная штаб-квартира и офис, отвечающий за Азиатско-Тихоокеанский регион, расположены в Шанхае; офис, отвечающий за Европу и Африку, расположен в Нойсе (Германия); офис, отвечающий за Северную Америку, расположен в Новае (США). Исследовательские и испытательные центры Yanfeng расположены в Шанхае, Хэфэе, Чунцине, Нагое, Пуне, Новае, Саннивейле, Сантьяго-де-Керетаро, Нойсе и Тренчине. Всего в 10 научно-исследовательских центрах компании занято 4,2 тыс. инженеров. Бизнес-центр в Братиславе отвечает за закупки и поставки комплектующих, контроль качества, финансы, бухгалтерский учёт и подбор персонала.

### Производственные мощности
Крупнейшие заводы Yanfeng расположены в Шанхае, Сучжоу, Чанчжоу, Сираче, Нойштадт-ан-дер-Донау, Наместово, Жатеце, Плана-над-Лужници, Папе, Крагуеваце и Рамос-Ариспе.

### Дочерние структуры
- Yanfeng Automotive Interior Systems
- Yanfeng Automotive Trim Systems
- Yanfeng Hainachuan Automotive Trim Systems
- Yanfeng Safety
- Yanfeng Technology (YFT)
- Yanfeng Visteon Automotive Electronics (YFVE)
- Yanfeng Visteon Automotive Trim Systems
- Yanfeng Plastic Omnium (YFPO)
- Yanfeng Woodbridge Lightweight Composite
- Yanfeng Adient Seating (YFAS)
- Adient Yanfeng Seating Mechanisms (AYM)